# Johann Andreas Herrlein

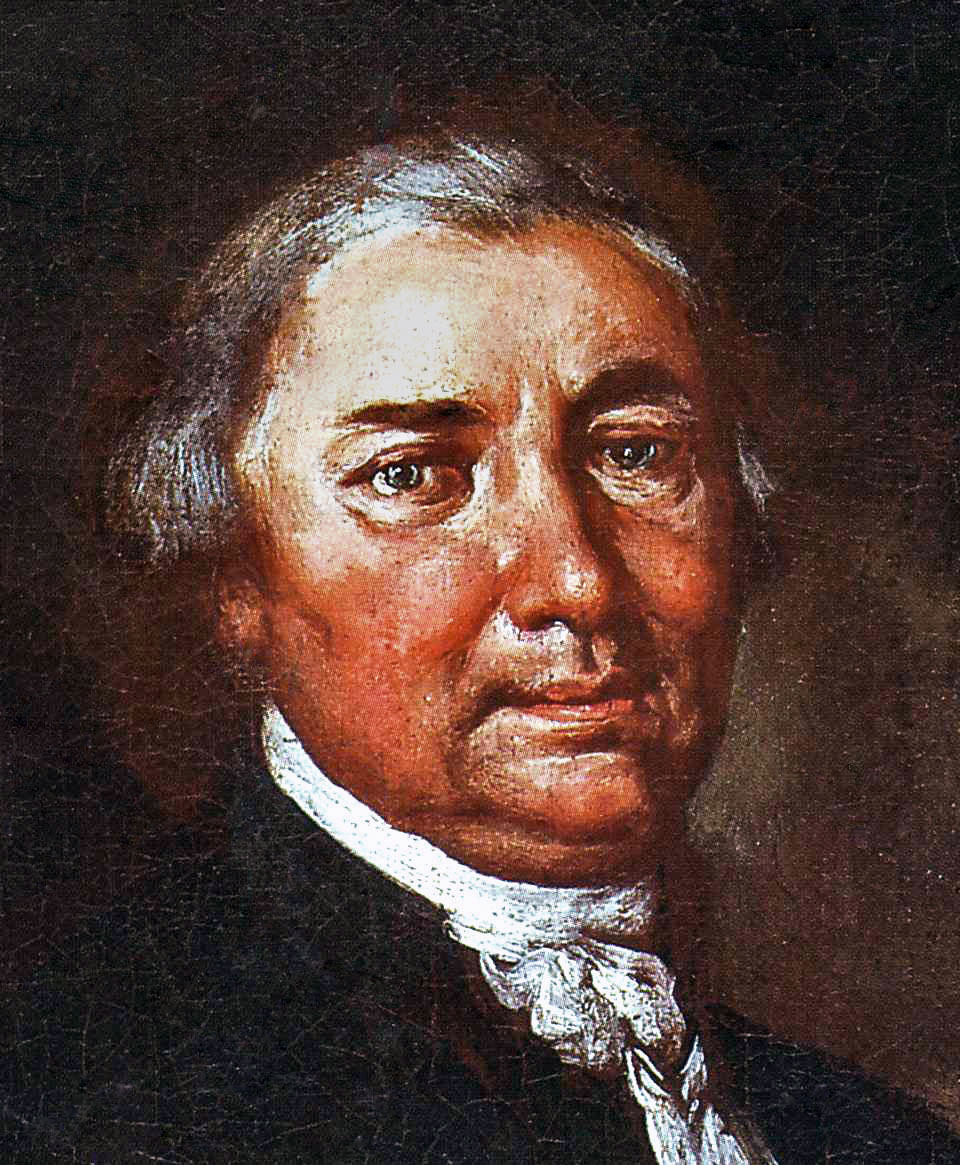
Johann Andreas Herrlein (Selbstbildnis 1792)

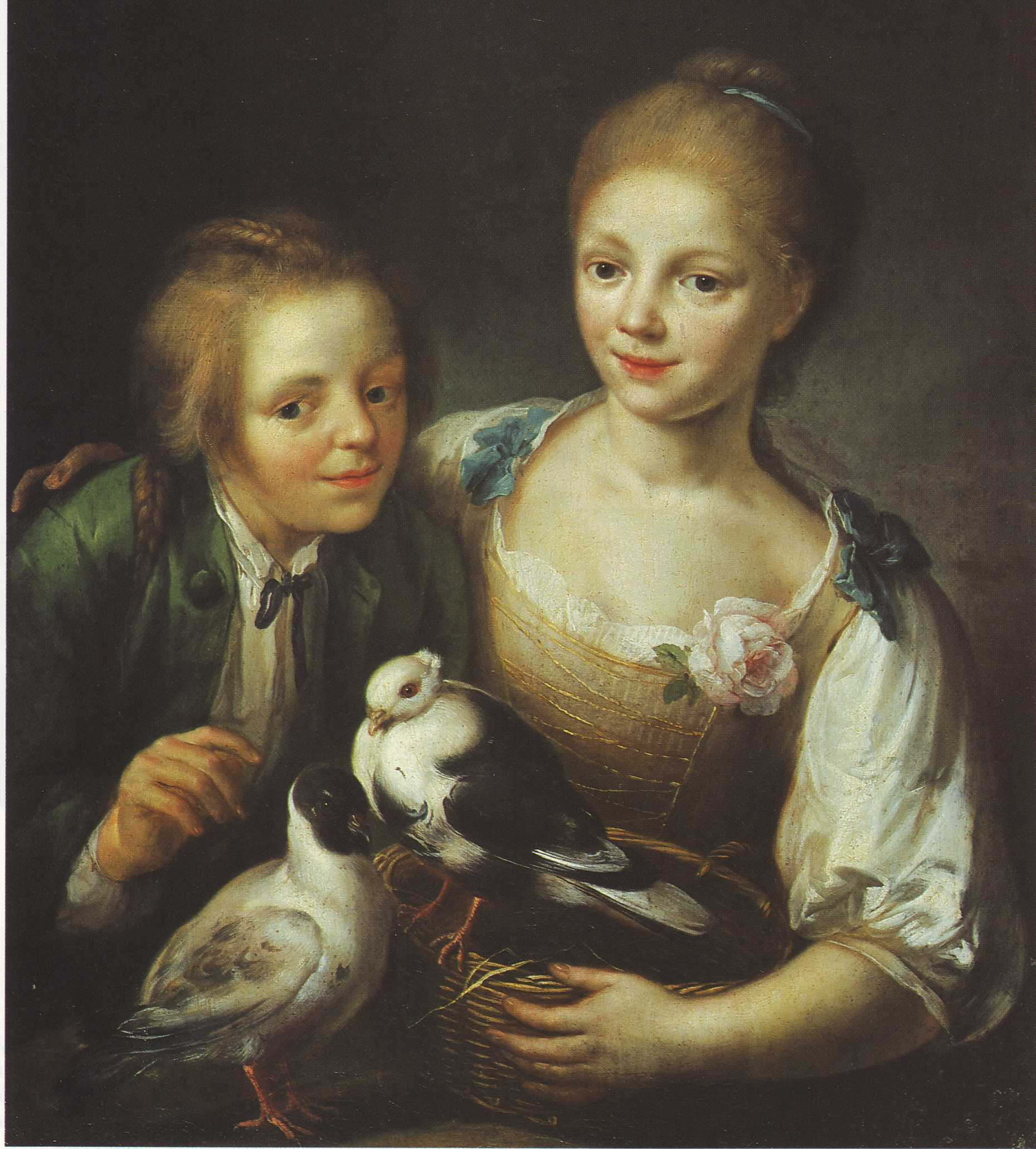
Die Kinder (Johann Christoph?) und (Katharina Elisabeth?) des Malers Johann Andreas Herrlein von Johann Andreas Herrlein

Fürstbischof und Abt von Fulda Heinrich VIII von Bibra (Johann Andreas Herrlein)

Johann Andreas Herrlein (* 10. Oktober 1723 in Münnerstadt; † 3. September 1796 in Fulda) war ein deutscher Maler.

## Leben
Der aus Hammelburg stammende Vater von Johann Andreas Herrlein, Johann Herrlein, war Bäcker und Fassmaler in Münnerstadt und ab ca. 1732 in Kleinbardorf. Von ihm erhielt Johann Andreas gemeinsam mit seinen Brüdern Johann Peter Herrlein und Andreas Herrlein die erste Ausbildung in der Malerei. Seine erste selbständige Tätigkeit ist 1746 das Malen der Deckenfresken und des Altarblatts in der Pfarrkirche St. Martin in Eltingshausen (heute Teil der Gemeinde Oerlenbach). Im gleichen Jahr scheint er Aufnahme in die Malerwerkstatt seines späteren Schwiegervaters Emanuel Wohlhaupter in Fulda gefunden zu haben. Nach dessen Tod 1756 wird Herrlein Hofmaler der Fürstbischöfe in Fulda. In deren Auftrag, aber auch für Fuldaer Privatpersonen und Kirchen aus dem Bistum schafft Herrlein bis zu seinem Tod mehrere hundert Werke. Johann Andreas Herrlein hatte manch interessante Ideen, seine Gemälde an den Mann zu bringen. So lud er am 15. Mai 1768 zu einem „Scheibenschießen von Malerei zu Fuld“ ein. Es waren insgesamt „42 Stück Malerei“, die als Preise ausgesetzt waren, eine Sammlung seiner Bilder, die heute ein „Vermögen“ wert sind.

## Leistungen
Neben der Schaffung von Porträts und einer Vielzahl von Arbeiten für Kirchen des Fuldaer Raums war Herrlein vor allem an der Vermittlung zwischen der holländischen Landschaftsmalerei des 17. Jahrhunderts und der Malerei der deutschen Romantik beteiligt, indem er der inneren Stimmung und den Gefühlen der Menschen in seinen Gemälden Ausdruck verschaffte. Nach ihm ist in Fulda eine Straße benannt. 2004 brachte die Deutsche Post eine Briefmarke zum Bonifatiusjubiläum nach einem Motiv von Herrlein heraus.

## Werke (Auswahl)
- Geburt Christi Altarblatt, Pfarrkirche St. Martinus, Eltingshausen, 1746.
- Innenansicht einer Synagoge Gemälde, Villa Vauban, Sammlung Eugénie Dutreux-Pescatore, um 1750–1790.
- Porträt des Georg Karl von Fechenbach, Gemälde, Schloß Fasanerie, Darmstadt, 1755.
- Mariä Verkündigung, Altarblatt, Pfarrkirche St. Maria und St. Johannes der Täufer in Batten, 1756.
- Mariae Himmelfahrt Altarblatt, Pfarrkirche St. Martin in Schmalnau, 1760.
- Doppelbildnis der Kinder von Stein Gemälde, Staatliche Kunstsammlungen, Kassel, 1769
- Hl. Vitus Altarblatt, Kapelle St. Vitus und St. Elisabeth, Lütterz, um 1770.
- Rhönlandschaft mit Mühle Gemälde, Historisches Museum, Frankfurt am Main, um 1775.
- Verleugnung Christi Gemälde, Staatliche Galerie Schloß Georgium, Dessau, um 1780.
- Hl. Nikolaus von Myra Altarblatt, Vonderau-Museum, Fulda, 1781.
- Kreuzigung Christi, Stiftsmuseum St. Paul im Lavanttal, um 1780